# 808

## Esdeveniments
- Els francs conquereixen Tarragona
- Comença el debat teològic sobre el filioque entre Roma i l'Imperi Romà d'Orient

## Necrològiques
- Abul-Fadl al-Abbas ben al-Ahnaf, poeta.
- Gisela, fill de Carlemany.[1]